# Apogon cavitensis
Apogon cavitensis är en fiskart som först beskrevs av Jordan och Seale, 1907.  Apogon cavitensis ingår i släktet Apogon och familjen Apogonidae. Inga underarter finns listade i Catalogue of Life.

## Bildgalleri

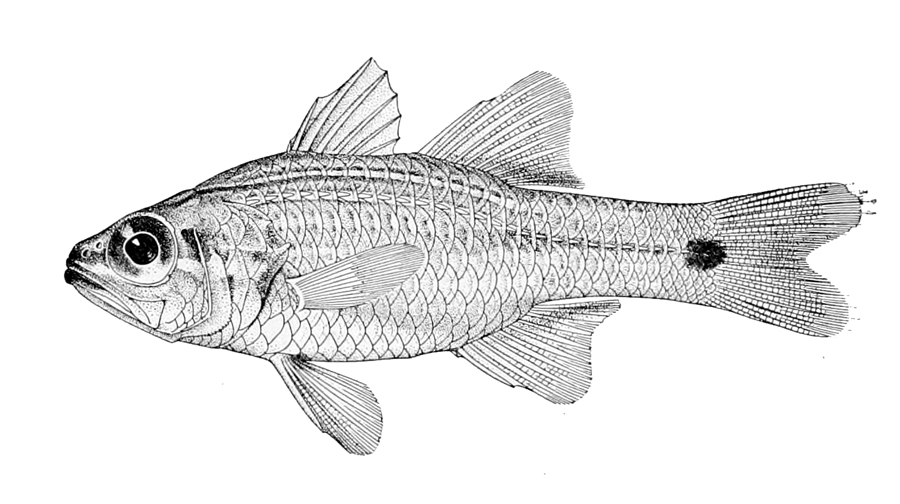